# P-8 (航空機)
P-8 ポセイドン
アメリカ海軍のP-8A
- 用途：対潜哨戒機
- 製造者：ボーイング社
- 運用者
  -  アメリカ合衆国（アメリカ海軍）
  -  イギリス（イギリス空軍）
  -  オーストラリア（オーストラリア空軍）
  -  インド（インド海軍）

他
- 初飛行：2009年4月25日
- 生産数：122機(2022年12月7日現在)
- 運用開始：2013年
- 運用状況：配備中
- ユニットコスト：2億USドル以上
- 原型機：ボーイング737 ネクストジェネレーション

P-8は、アメリカ合衆国の航空機メーカー、ボーイング社が開発した哨戒機。同社の小型旅客機ボーイング737からの改造機である。愛称はポセイドン（Poseidon）。

## 開発
アメリカ海軍は1961年以来、固定翼対潜哨戒機としてロッキードP-3オライオンとその改良型を使用してきた。潜水艦の能力向上に応じて、対潜機器の能力向上を図ってきたが、搭載できる機器の重量が限界に近づいたことから、1980年代の半ばから、P-3後継機の研究を始めた。海軍は、ロッキード社が提案したP-3Cの改良型P-3GをP-7と命名し、この提案をもとにP-7の開発を進め1989年に2機の原型航空機を製造する定価契約をロッキードと結んだ。しかし、 ロッキードの開発遅延と3億ドルの予算超過が見込まれることがわかり、P-7プロジェクトは1990年7月に中止された。
2000年から再度、P-3後継機の競争を行わせ、ボーイングとロッキード・マーティン、BAEシステムズが応募した。ロッキード・マーティンはP-3をアップデートした「オライオン21」を提案、ボーイングは737-800ERX旅客機の改修型である「737MMA(Multimission Maritime Aircraft-多用途海上航空機)」を応募した。ボーイングは既存の自社旅客機の軍事利用をたびたび提案し、E-767、KC-767を開発したが、本機もその一環であった。BAEは1969年以来のニムロッド洋上哨戒機の新バージョンで応募したが、米国での生産パートナーが決定しないことから2002年10月に提案を取り下げた。後にニムロッドの新バージョン案は中止され、イギリス軍もP-8を導入することとなった。

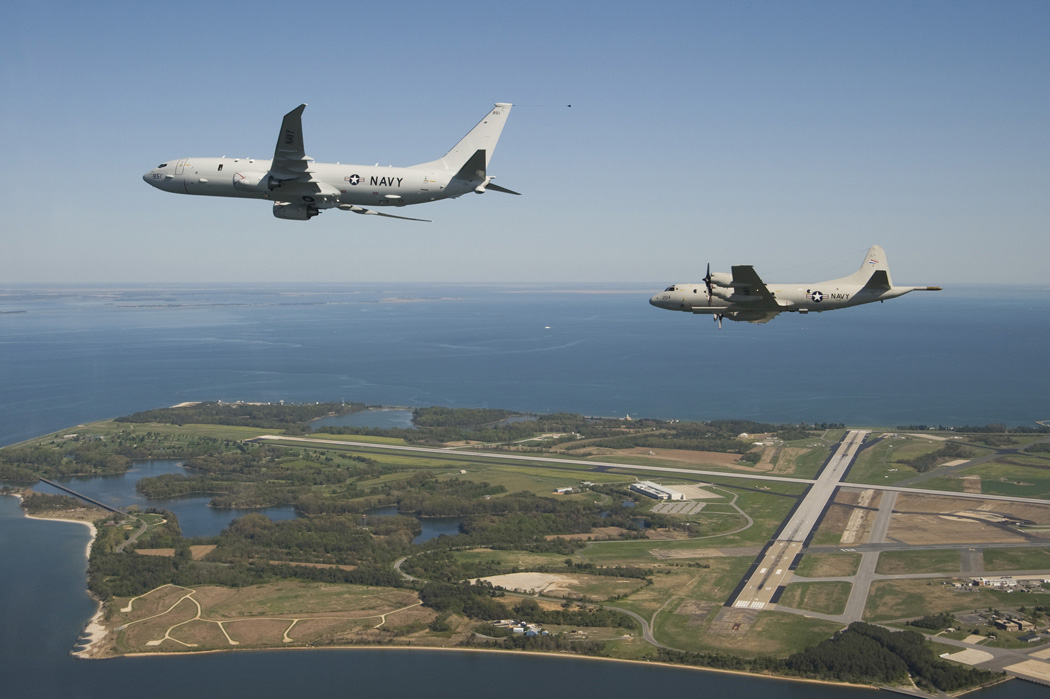
アメリカ海軍における最初のテスト飛行を行うP-8Aと追従するP-3C（2010年4月10日）

2004年6月14日に政治力に勝るボーイング案が選定され、海軍は737MMAをP-8Aとして採用を決定した。プロジェクト費用は少なくとも150億ドル、最大で450億ドルであると予想され、レイセオン、ノースロップ・グラマン、スミス・エアロスペース、およびCFMインターナショナルが下請け契約者として協力する。
海軍は2004年7月8日に5機のP-8Aを発注し、まず3機が試作機として納入され、パタクセント・リバー海軍航空基地で試験が行われた。開発は難航したものの、2012年3月4日に量産1号機が海軍に引き渡された。
2013年11月に初期作戦能力（IOC）を獲得した。

## 機体

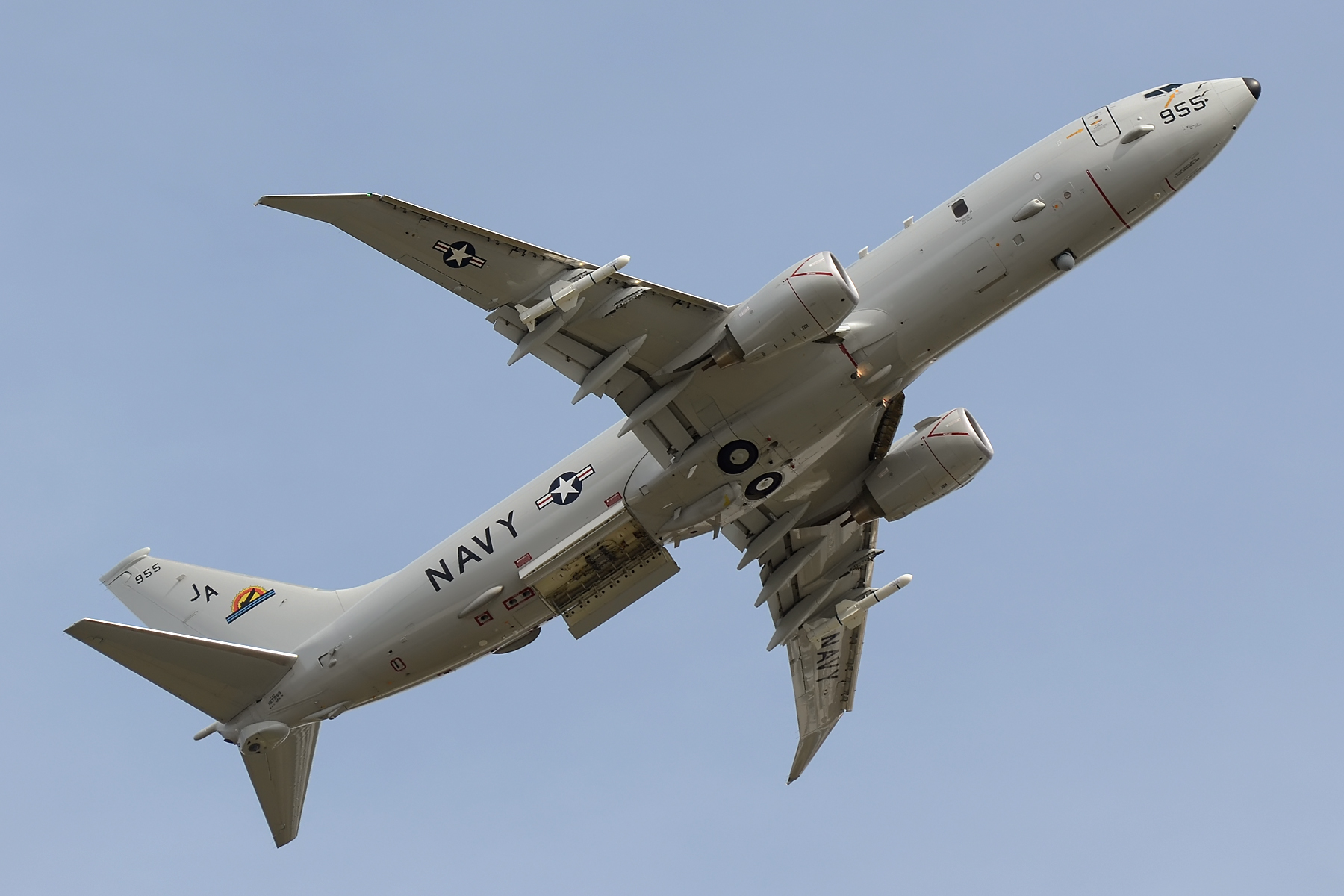
兵器倉の扉を開けた状態

機体は737NGシリーズの1つ、737-800ERXをベースにするが、翼端には同シリーズのオプション装備であるブレンデッド・ウイングレットではなく、ボーイング社の旅客機767-400ERのようなレイクド・ウイングチップ（傾斜翼端）を備えるなど若干の変更を行っている。エンジンはターボプロップエンジンより出力は大きいが燃費が悪いターボファンエンジンの2発でターボプロップエンジン4発のP-3よりも巡航速度は向上したが戦闘行動半径は低下した。
操縦席はアナログ計器中心のP-3から一新され、737NG仕様をベースとしたヘッドアップディスプレイ搭載のグラスコックピットとなった。P-3では海面の監視を容易にするためTACCO（戦術航空士）席をバブルウインドウとしていたが、P-8では原型機と同じ四角の窓が採用された。
魚雷、機雷や爆雷を搭載する兵器倉（ウェポンベイ）はP-3では機首下部に存在したが、P-8は機体後部に設置された。主翼には左右2カ所にハードポイントが備えられ、各種ミサイルの搭載が可能。P-3では胴体下部に電子戦・カメラポッド用のハードポイントが複数存在し、アップデートIIからはターレット式のFLIRを追加装備したが、P-8では当初から前述の各種機器を標準装備しているため、胴体下部のハードポイントは1箇所に減っている。
ソノブイ発射口はP-3Cでは後部胴体下面に48箇所の発射口があり、内45箇所が飛行前に機外からのみ装填でき飛行中再装填できず、残り3箇所が機内から装填可能な発射口になっている。投下する時は機内のソノブイラックから手作業で運搬・装填されていた。P-8は機体内部のソノブイランチャーによる自動装填・投下が可能となり、発射口も兵器倉後方の右に4箇所、左に3箇所と大幅に削減されている。しかしソノブイ搭載数はP-3の84本に対しP-8は129本と増加した。また機内からアクセスできる位置に手動投下口が設けられており、海上に目印を付ける信号発煙照明筒（マリンマーカー）、海面染色マーカー（ボールマーカー）や折りたたみ式のラフトを投下できる。またラックには機内からアクセスが可能であり、ランチャー故障時にも手動投下口を使うことで任務の続行が可能である。
機首に搭載されたAN/APY-10レーダーは、S-3BやP-3Cの対水上艦艇監視能力向上型に搭載されているAN/APS-137に改良を加えた発展型で、合成開口レーダー（SAR）や逆合成開口レーダー（ISAR）などのモードを備えている。これらの哨戒機材などの機内アビオニクスに安定した電力を供給できるよう、発電機を737-800ERXの2倍の発電出力を持つ大型のものに変更したことでエンジンナセルの左側が膨らんでいる。
尾部はMAD（磁気探知機）ブームの搭載を考慮した設計であるが、海軍航空システム・コマンド（NAVAIR）は発展した音響センサーシステムによりMADがなくても探知能力影響はないとして耐久性を向上させる軽量化対策として装備要件を削除した。
後に導入したインド海軍向けのP-8Iにはインド海軍の要求により搭載されている。
当初から空中給油（フライングブーム式）に対応しており、任務時間の延長が可能。

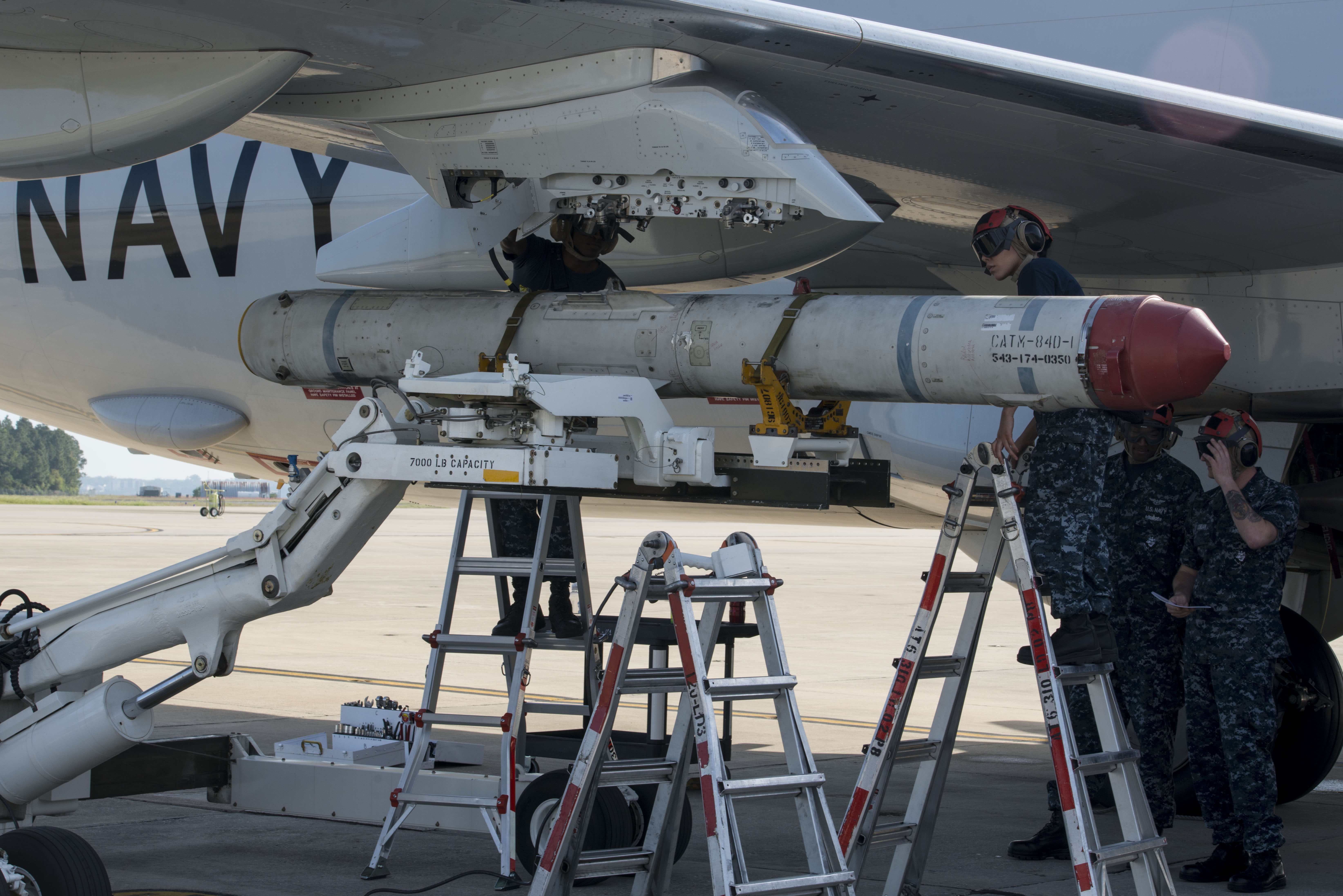
AGM-84Kの搭載作業
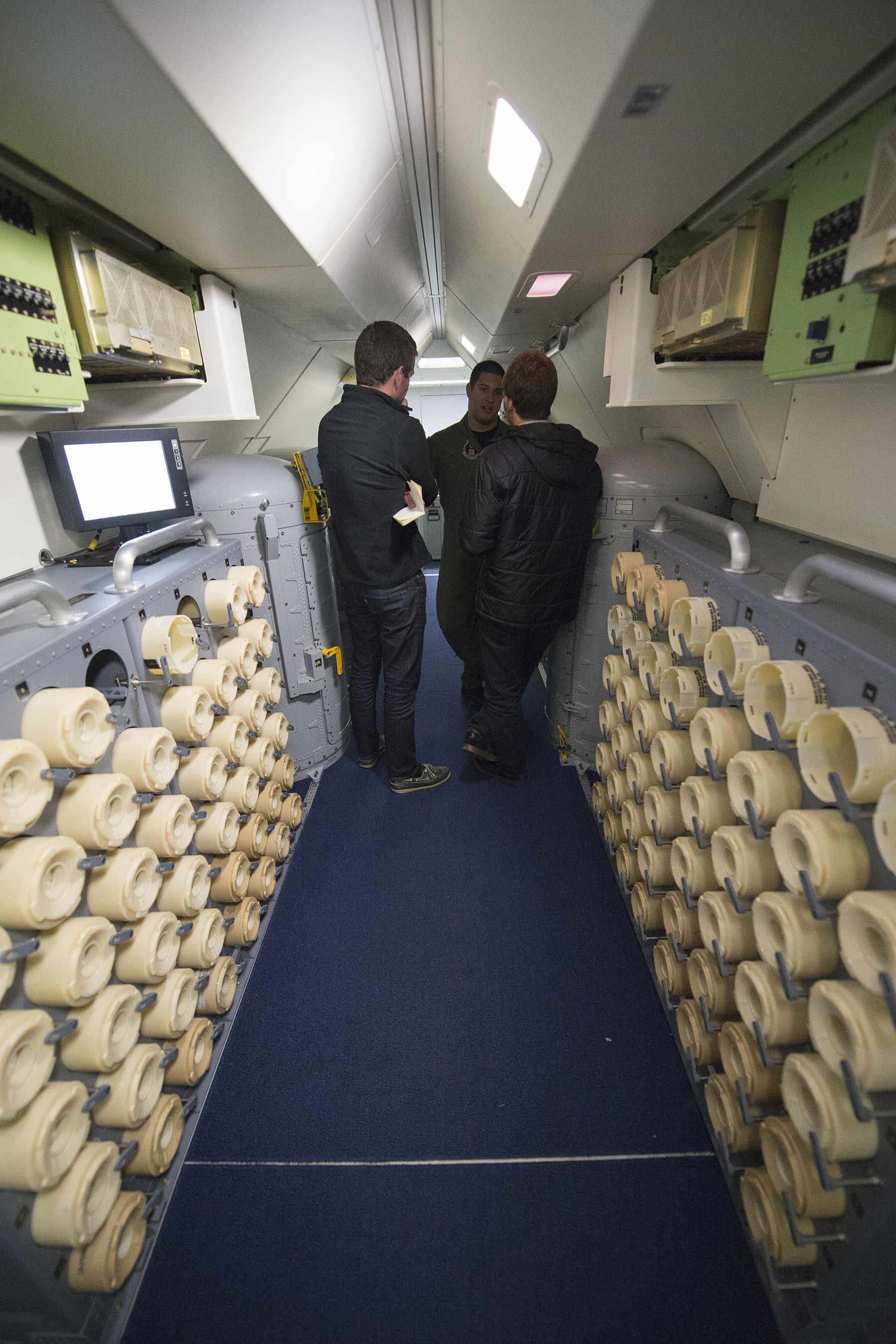
ソノブイラック
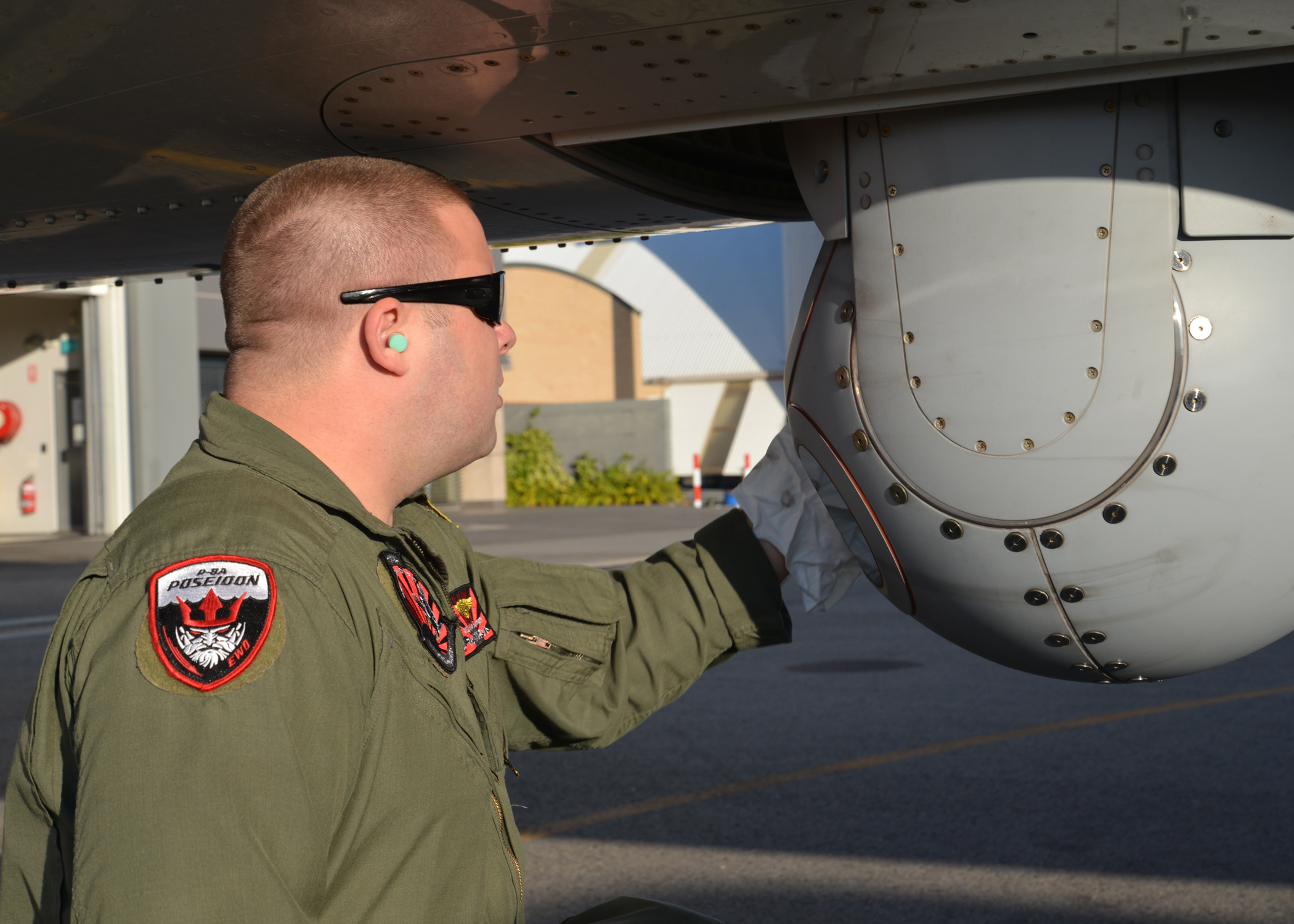
機体下部のカメラを清掃する乗員
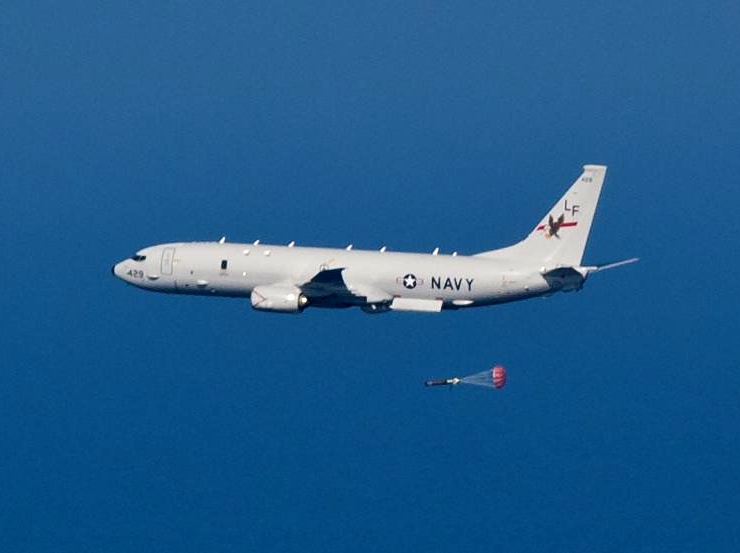
Mk46魚雷の投下
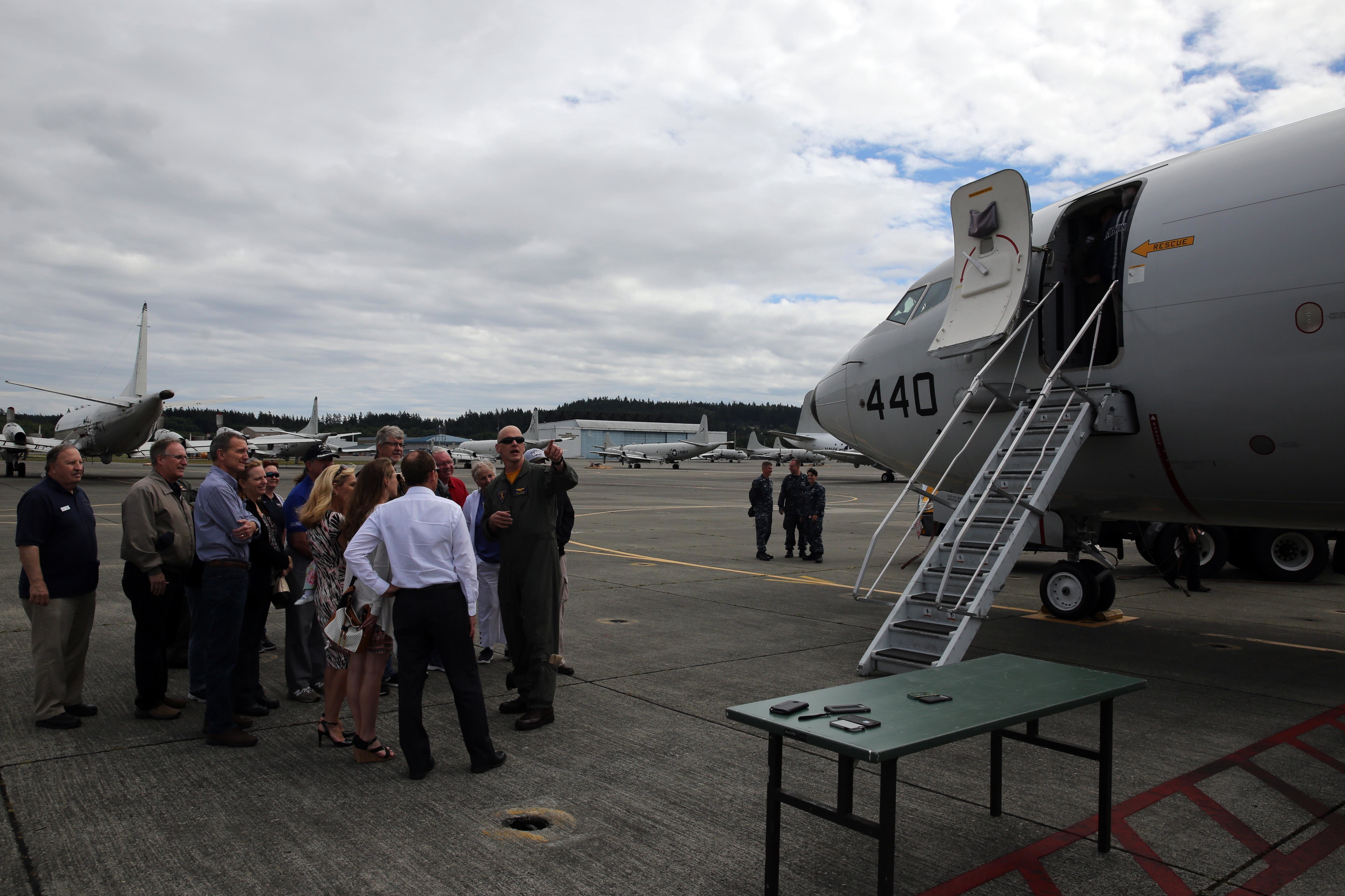
ドアとタラップ
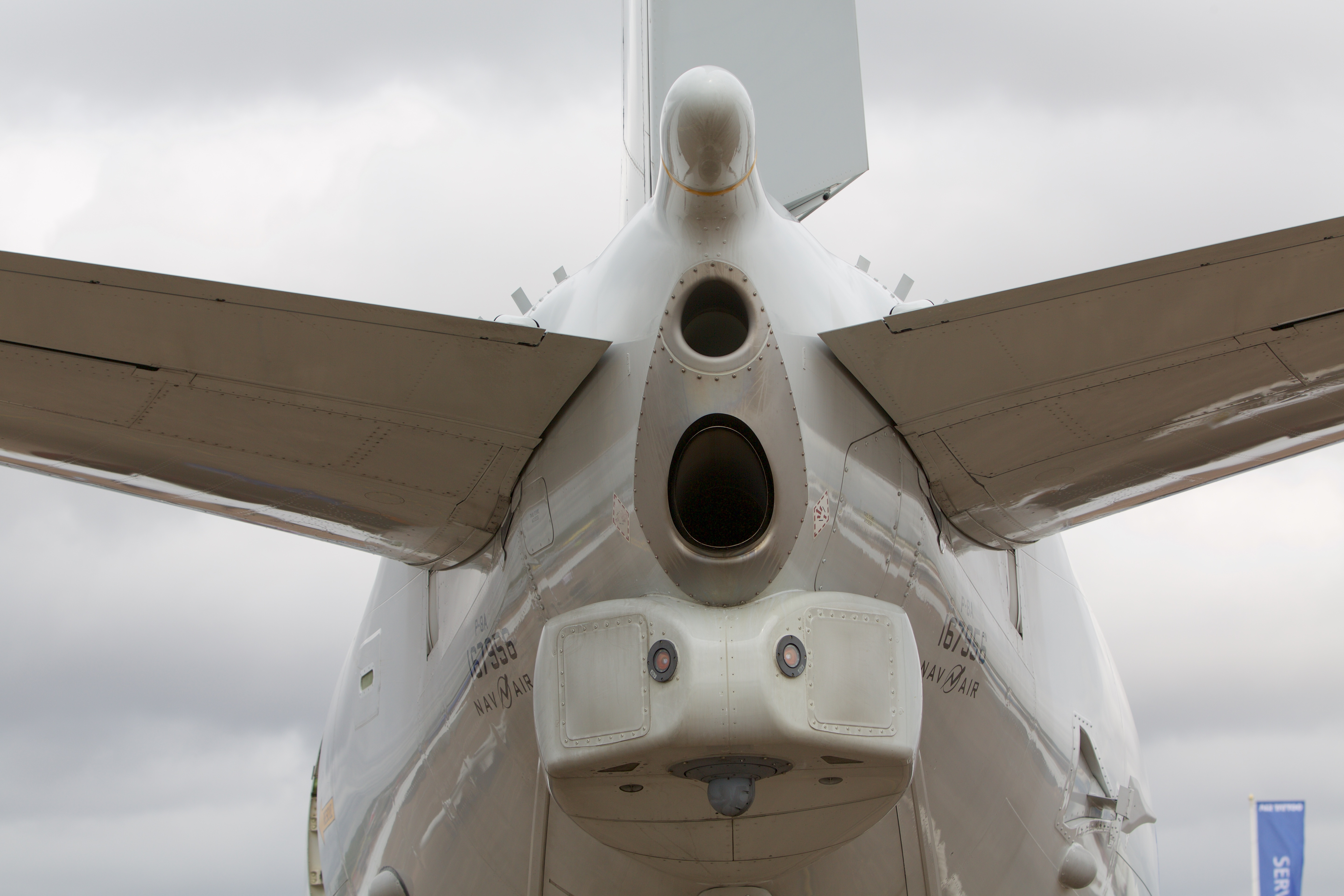
P-8Aの機体後部。大きく空いた二つの穴はAPU(補助動力装置)排気口。
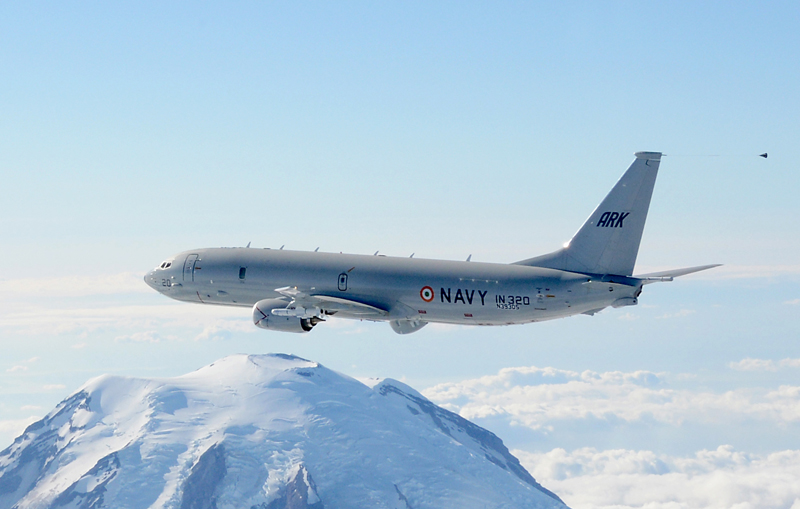
P-8Iの機体後部に設置されたMADブーム
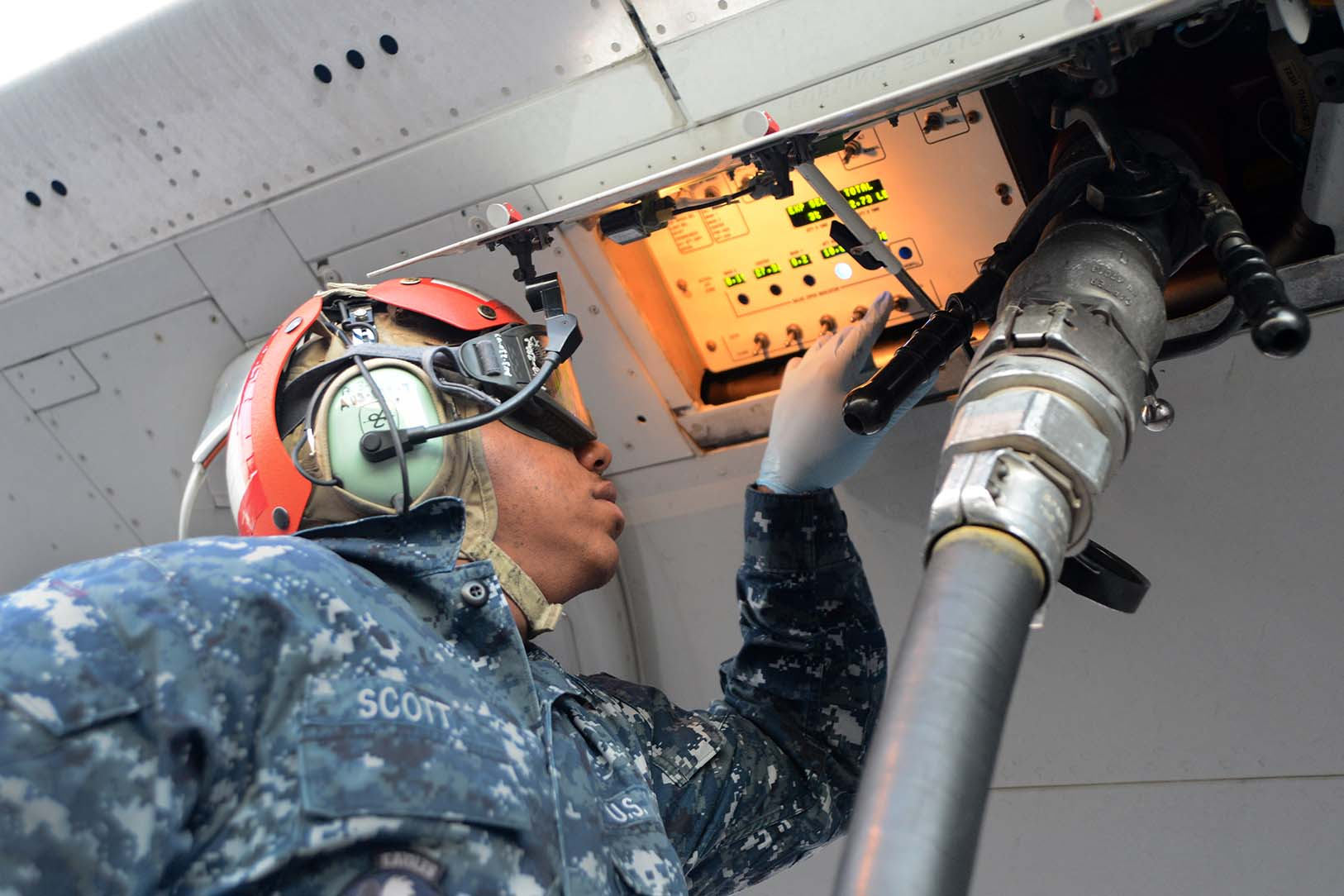
給油口
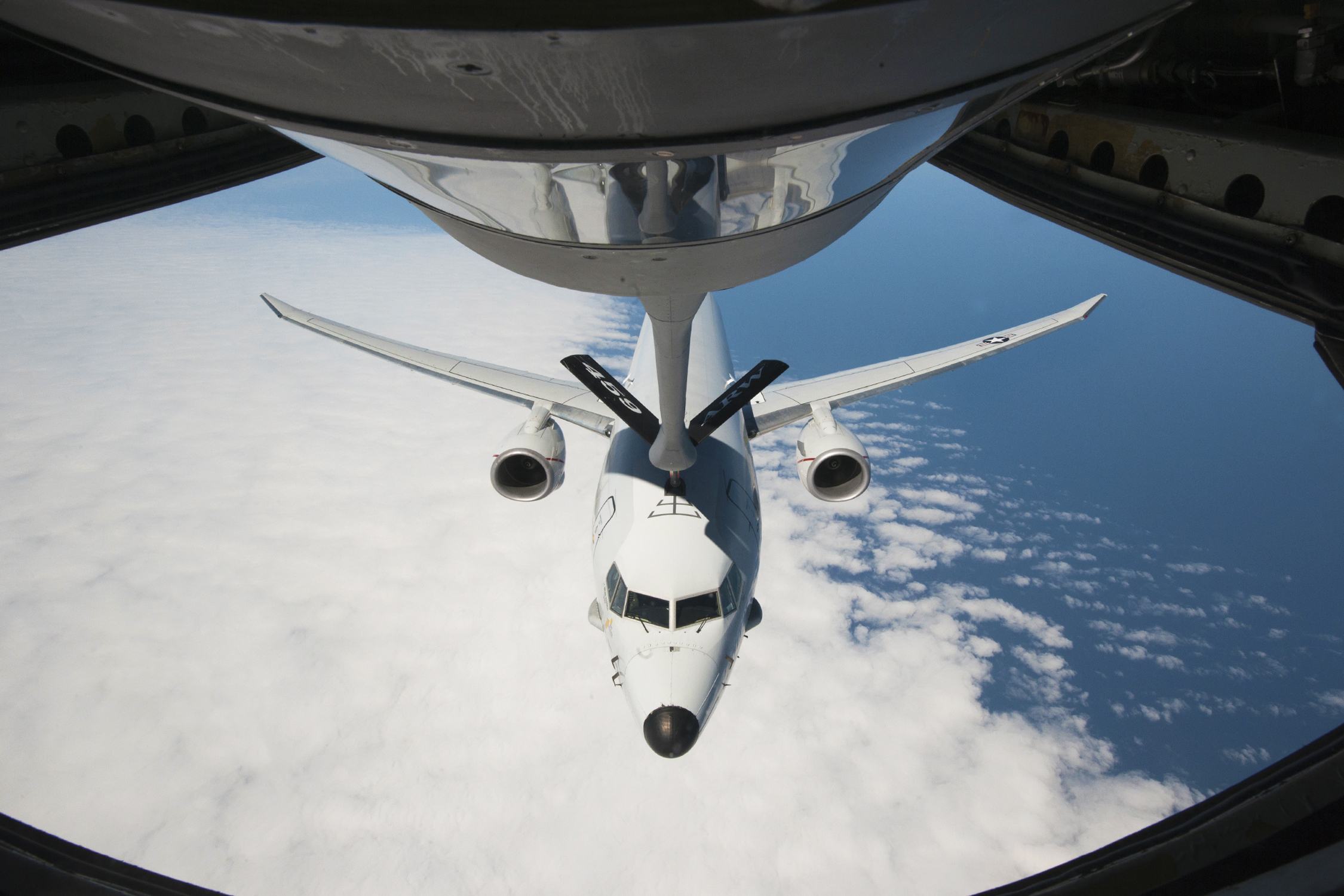
空中給油中のP-8A

乗員は操縦士（機長、副操縦士）2名とTACCO2名の士官4名と、下士官のオペレータ（航空士）5名の計9名となり、P-3の11人から削減されている。長時間任務の際はリリーフ（交代要員）の操縦士や機上整備員が加わることもある。各種機器の性能と信頼性向上、自動化などによりORD（機上武器員）、NAV/COM（航法・通信員）、IFT（機上電子整備員）は搭乗する必要がなくなったが、無人航空機と連携（後述）など新たな任務形態に備え機上対潜非音響員は「EWO（電子戦オペレータ）」と呼ばれる乗員となった。オペレータの内2名は観測員として配置され、染色マーカーや救難用ラフトの投下などは手の空いた乗員が行う。
機内にあるオペレータの席（現在は5席だが、6席目を追加する計画もある）は乗員各自が持つカードをスロットに挿入すれば任務に合わせた表示となる汎用タイプのコンソールとなっている。これらから得た情報はコックピットでも共有できる。

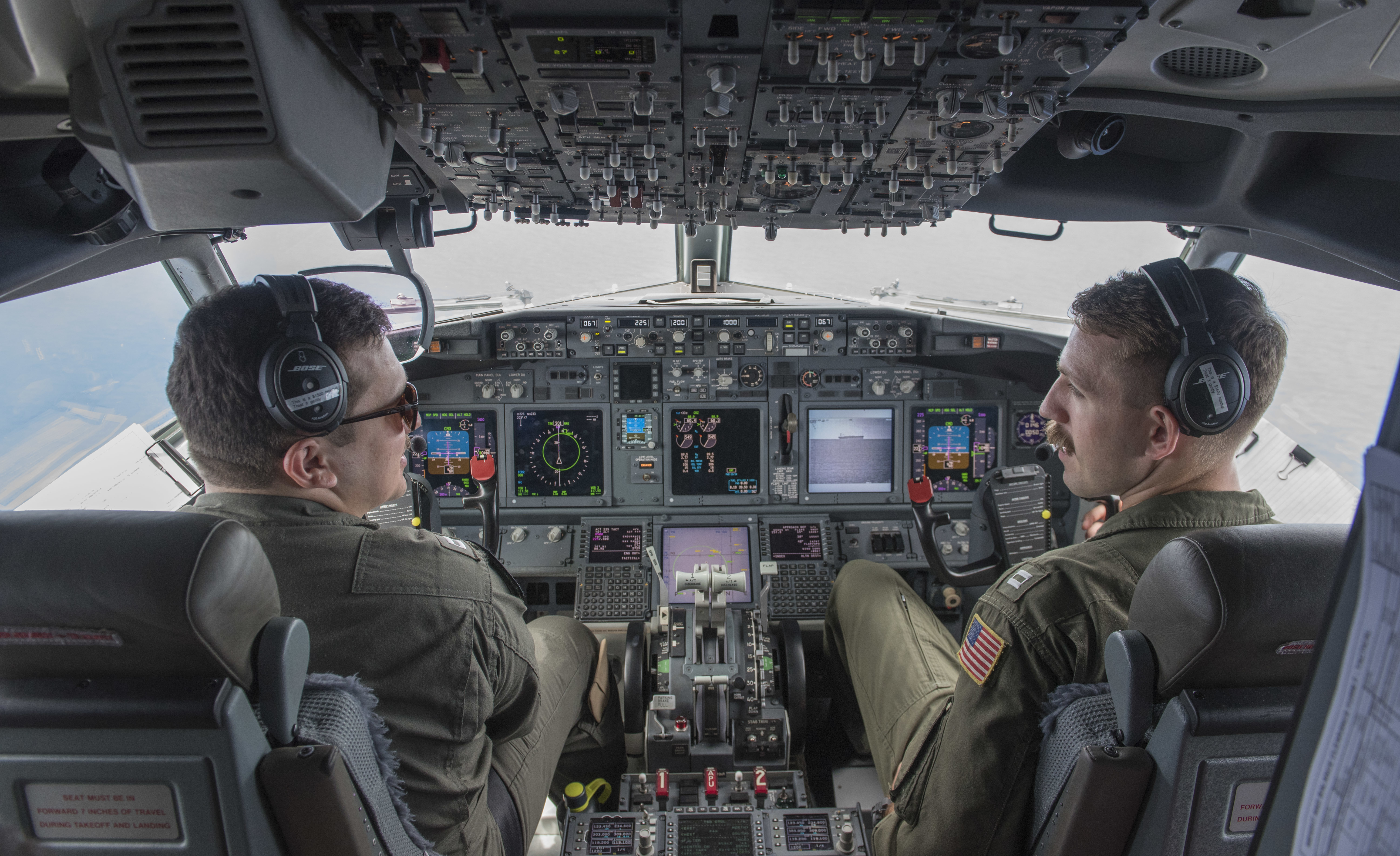
P-8Aの操縦席
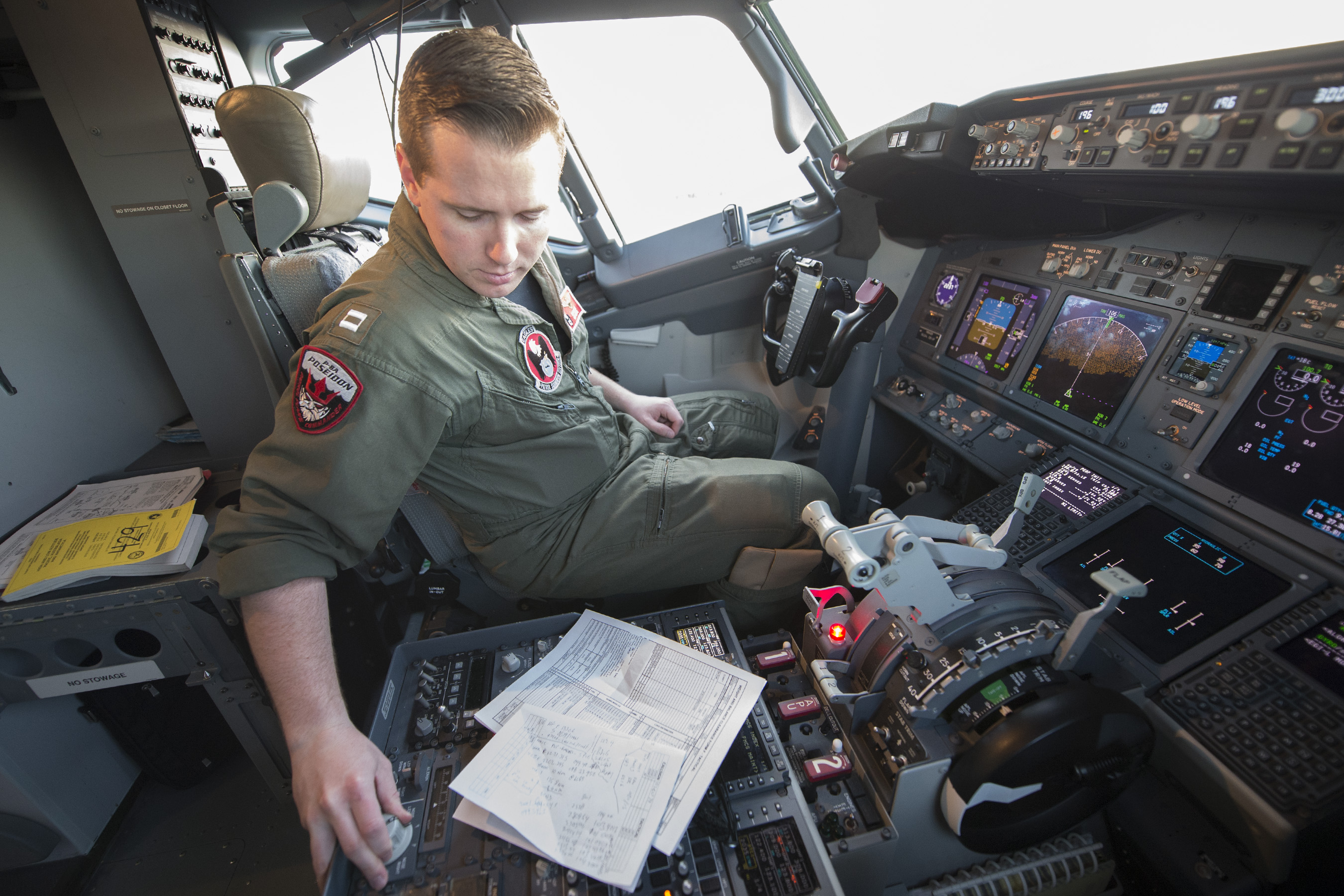
P-8Aの操縦席後方
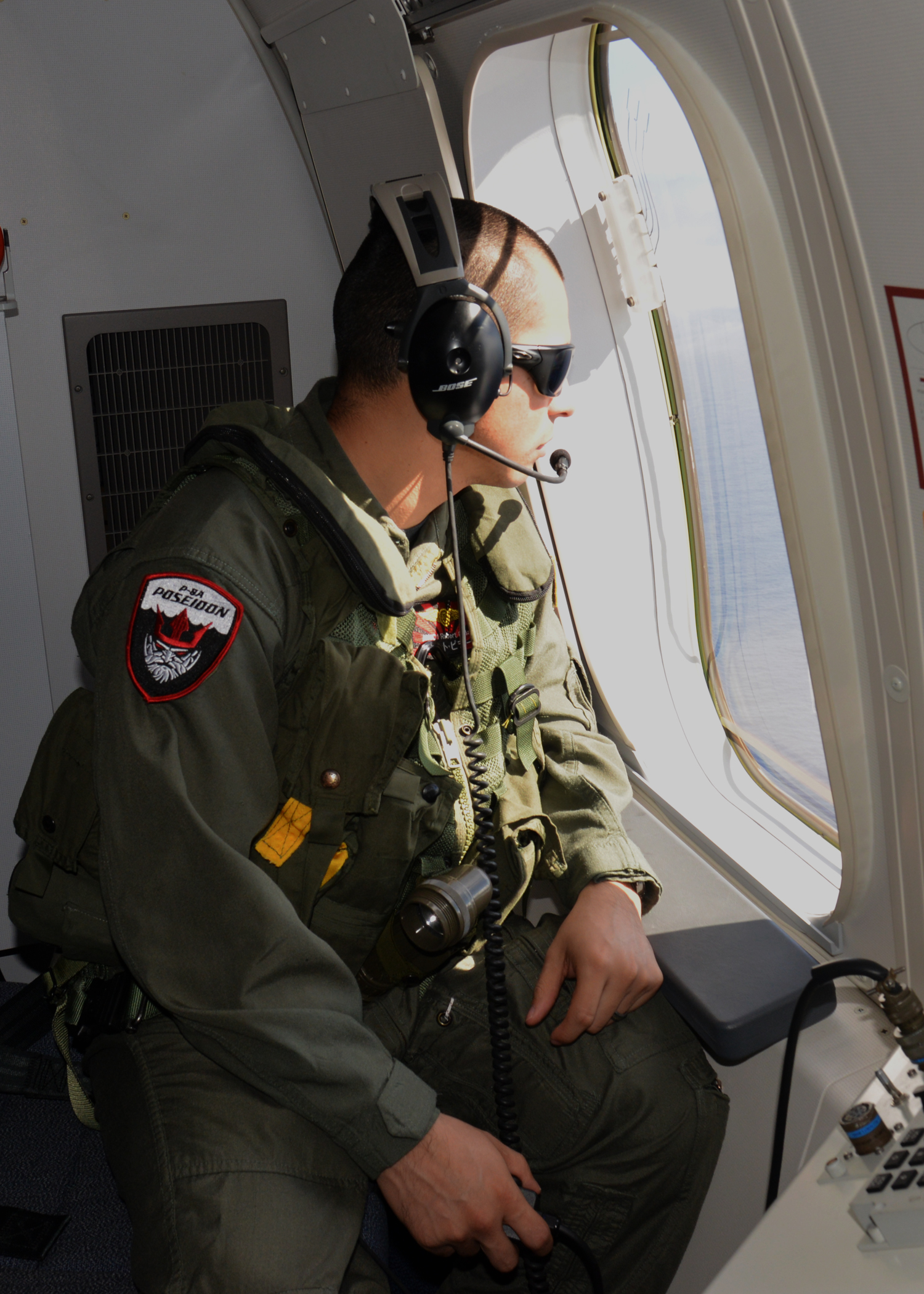
P-8Aの監視窓（マレーシア航空370便の捜索任務）
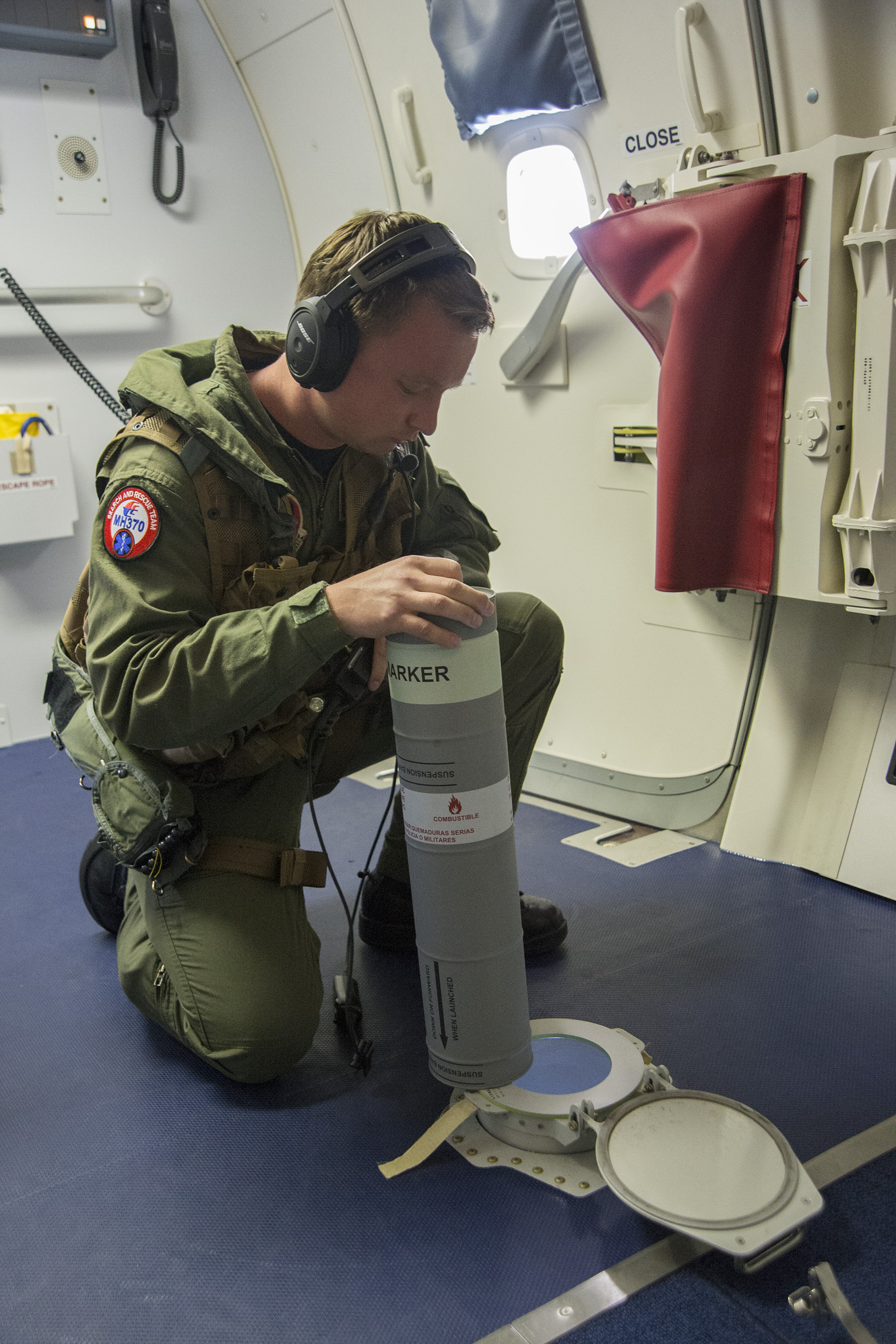
P-8Aの手動投下口にMk58[注 1]をセットするオペレータ（マレーシア航空370便の捜索任務）
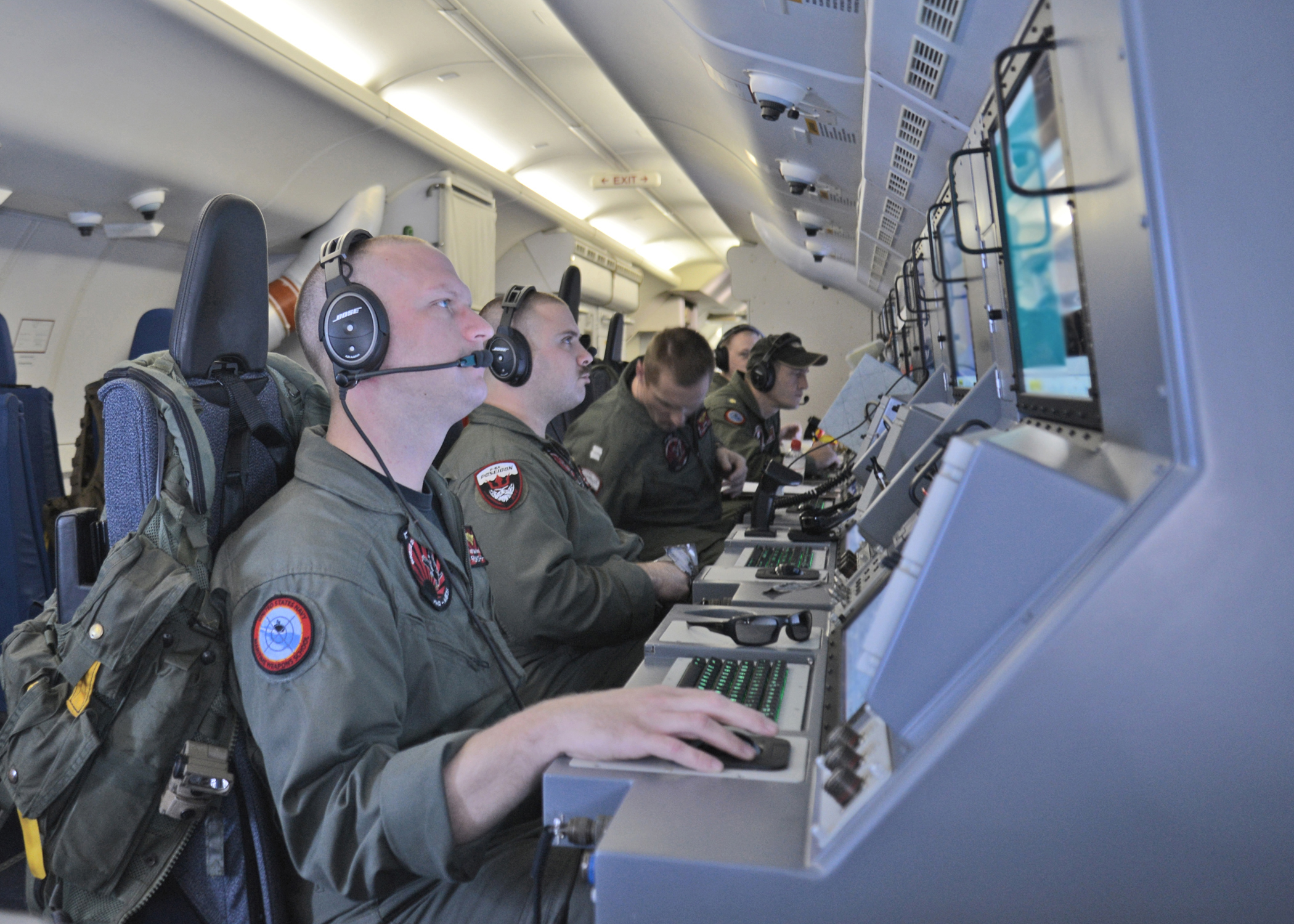
P-8Aのオペレータ席（マレーシア航空370便の捜索任務）
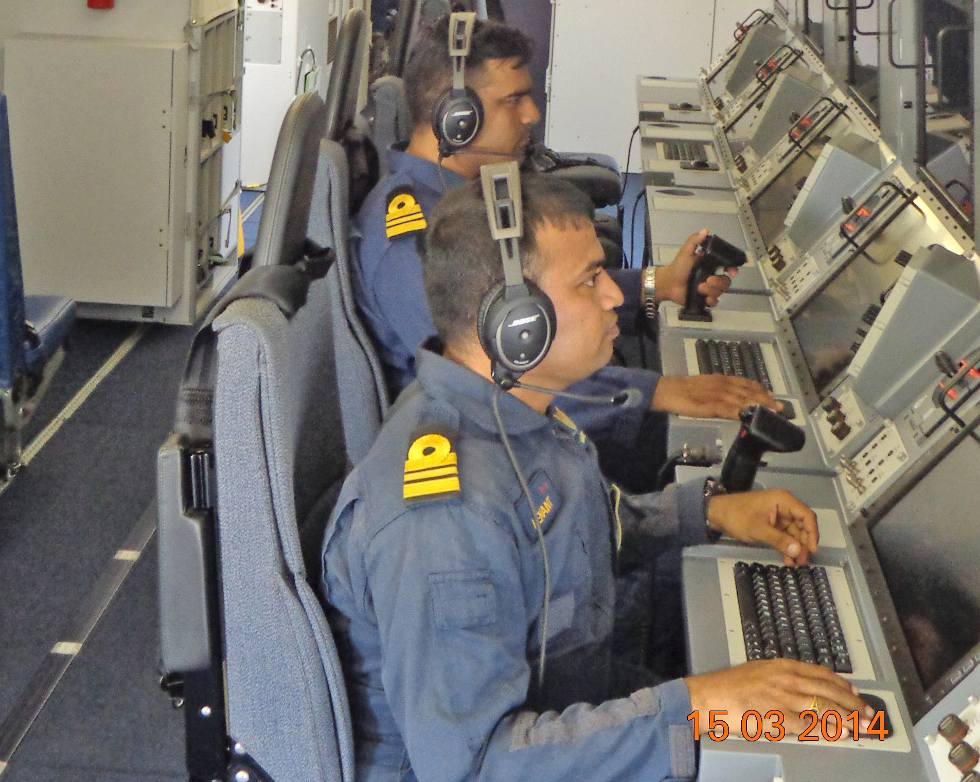
P-8Iのオペレータ席（マレーシア航空370便墜落事故の捜索任務）
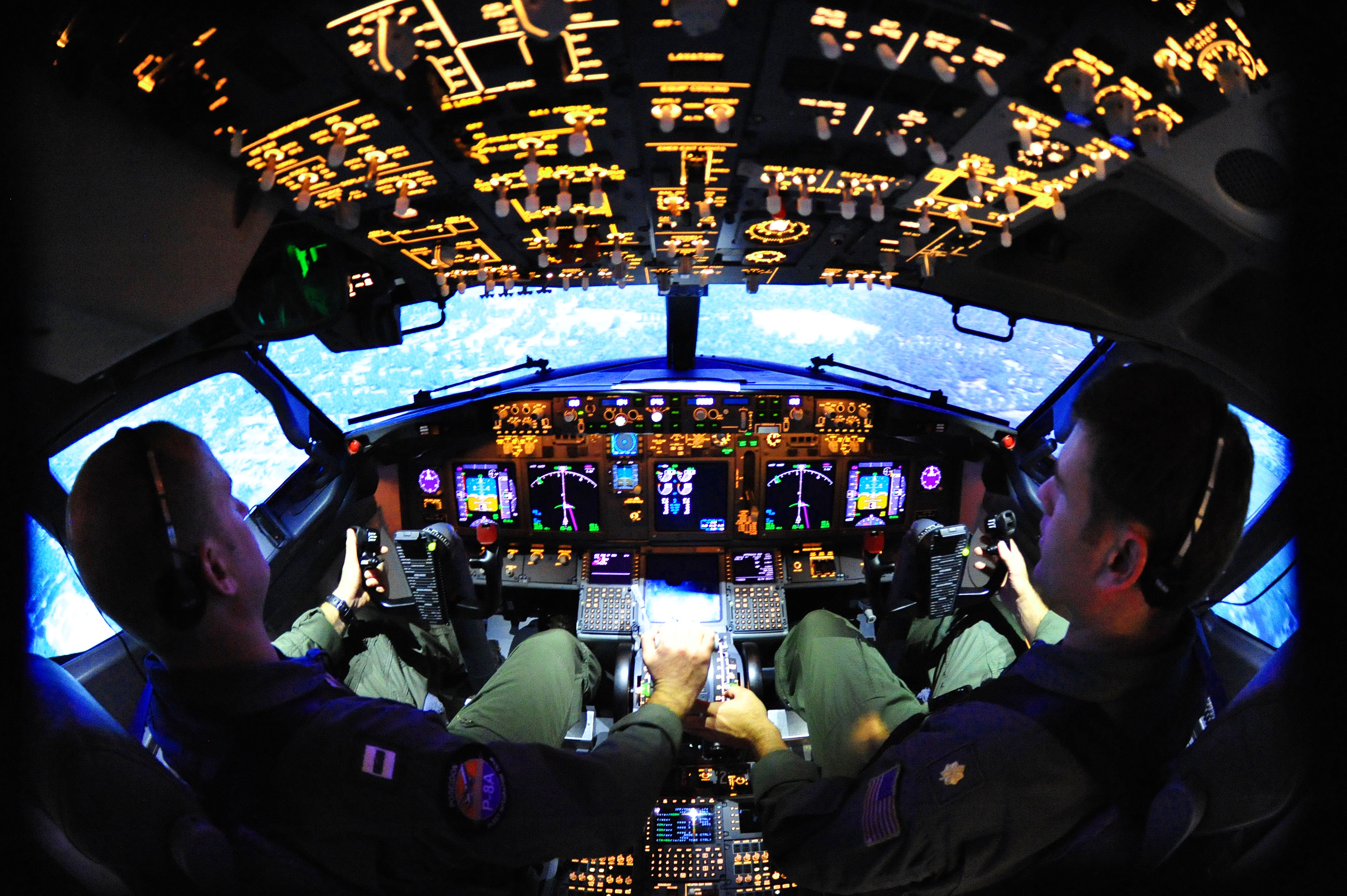
P-8Aのフライトシミュレータ（P-8A統合訓練センター）

## 運用
前任のP-3やイギリス空軍のニムロッドはエンジンを4発搭載しているが、低速で長時間哨戒を行うために、現場空域上では1～2発停止してロイター飛行を行う。P-8ではプロペラピッチをフルフェザー（プロペラブレードの角度を機体と平行にする）にして抵抗を減らせるプロペラエンジンと異なり、停止したエンジンの空気抵抗を減らすことができないため、ロイター飛行を行えない。アメリカ海軍の運用構想では、P-3では試験のみにとどまった空中給油の本格実施や、監視を補完する約40機のMQ-4C トライトン海上無人航空機との連携が行われる。また、ハワイ、ディエゴガルシア島、ジャクソンビルのジャクソンビル海軍航空基地、日本の嘉手納基地、イタリアのシゴネラにある5つのサイトで情報を補完し合う。ジャクソンビル海軍航空基地にはフライトシミュレータや搭乗員用の訓練施設を併設したP-8A統合訓練センター（P-8A Integrated Training Center）が設置されている。さらにボーイングが開発中の自律型無人潜水機「エコーボイジャー」との連携も予定されている
アメリカ海軍での配備数は108機を予定している。P-8計画には当初からオーストラリアが参加しており、次いでイタリアとカナダが参加した。また、アメリカ国防総省は現在P-3を使用する15カ国での採用を見込んでいる。イタリアでは14機のP-8Aを採用する計画であったが、開発費が予想以上にかかったことから、人件費高騰による予算圧迫を理由に購入を数年間遅らせることとなった。
2012年からジャクソンビル海軍航空基地の第16哨戒飛行隊がP-3Cから機種転換に着手し、2013年11月に初期作戦能力（IOC）を獲得し、2013年10月3日に発表した日米安全保障協議委員会（2プラス2）に基づいて2013年11月29日西太平洋（嘉手納基地）派遣へ出発した。
2013年12月2日にP-8Aが2機沖縄県嘉手納基地に到着。数日内に4機が到着し、計6機で東シナ海の監視に当たる。

## 各型

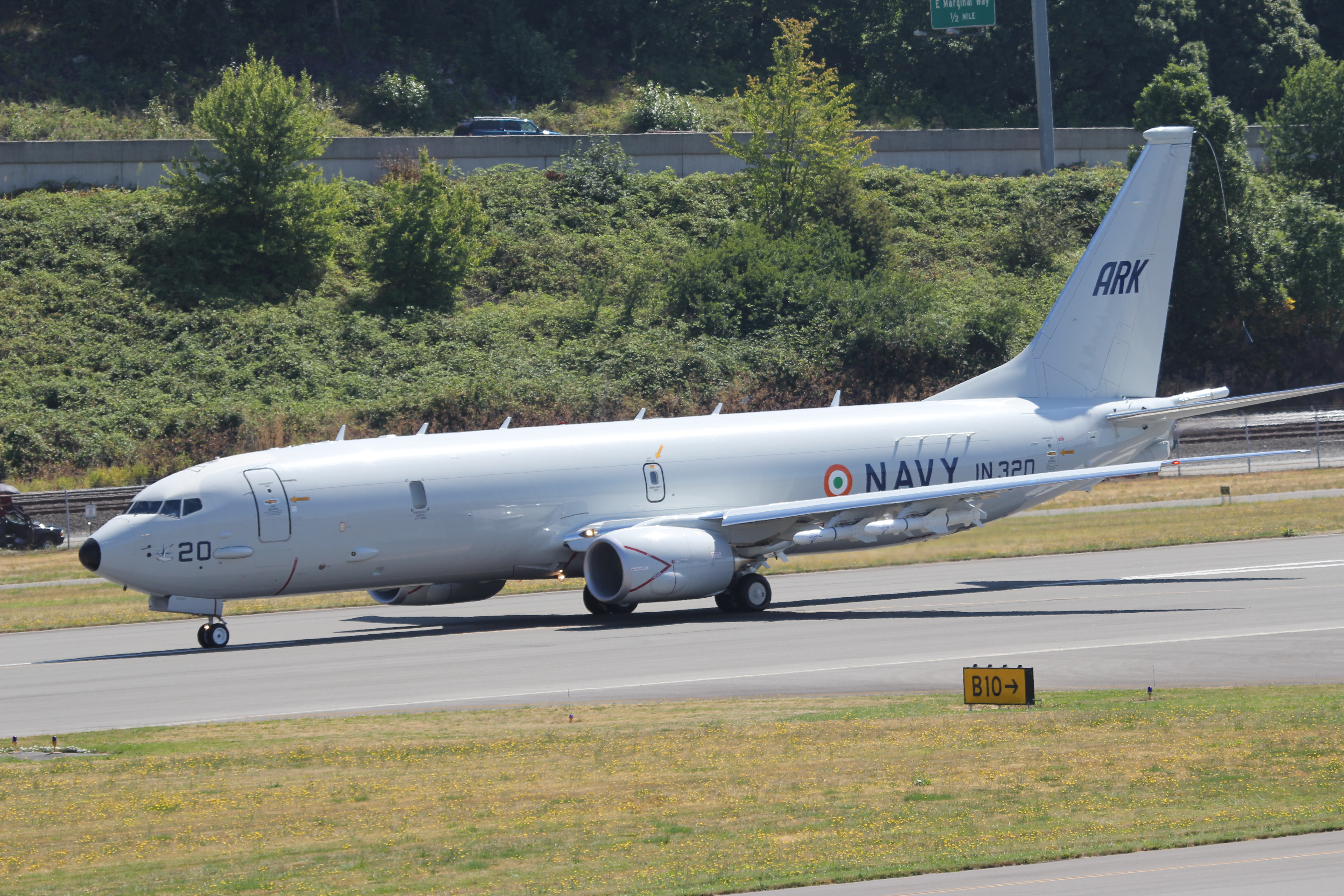
インド海軍のP-8I

P-8A
アメリカ海軍向け。オーストラリア空軍も導入。
P-8I ネプチューン(Neptune)
インド海軍向け。
インド海軍の要求により、P-8Aに装着されてないAN/ASQ-508A磁気探知機(MAD)と、後方探知用のAPS-143C(V)3マルチモードレーダーが搭載されている が、搭載電子機器は一世代前のものを使用して簡素化されている。搭載するAN/APY-10は気象モード、対地モード、対空モードが加えられ、データおよびシグナルプロセッサ、アンテナ部にいくらかの変更が加えられている。敵味方識別装置や、インド海軍の航空機、船舶、陸上施設間の戦術データやメッセージの交換が可能にするための戦術データ・リンク等の統合戦術情報伝達システムはインドBEL社(en)製を使っている。
なおP-3の前世代機であるP-2の愛称もネプチューンである。
P-8 AGS
2010年にE-8の後継機としてアメリカ空軍に提案された対地版早期警戒管制型。AGSはAirborne Ground Surveillanceの略。
機体下部にアクティブ・フェーズドアレイ・アンテナを内蔵したポッドを搭載する。

## 運用国

採用国

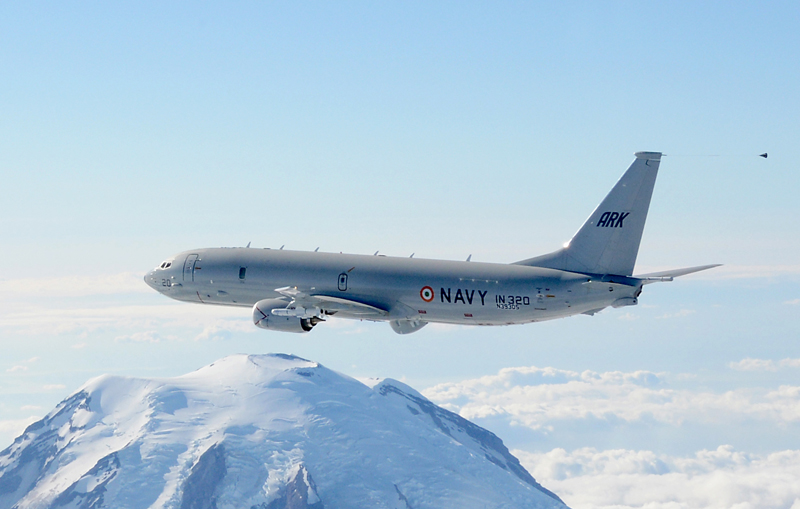
インド空軍機

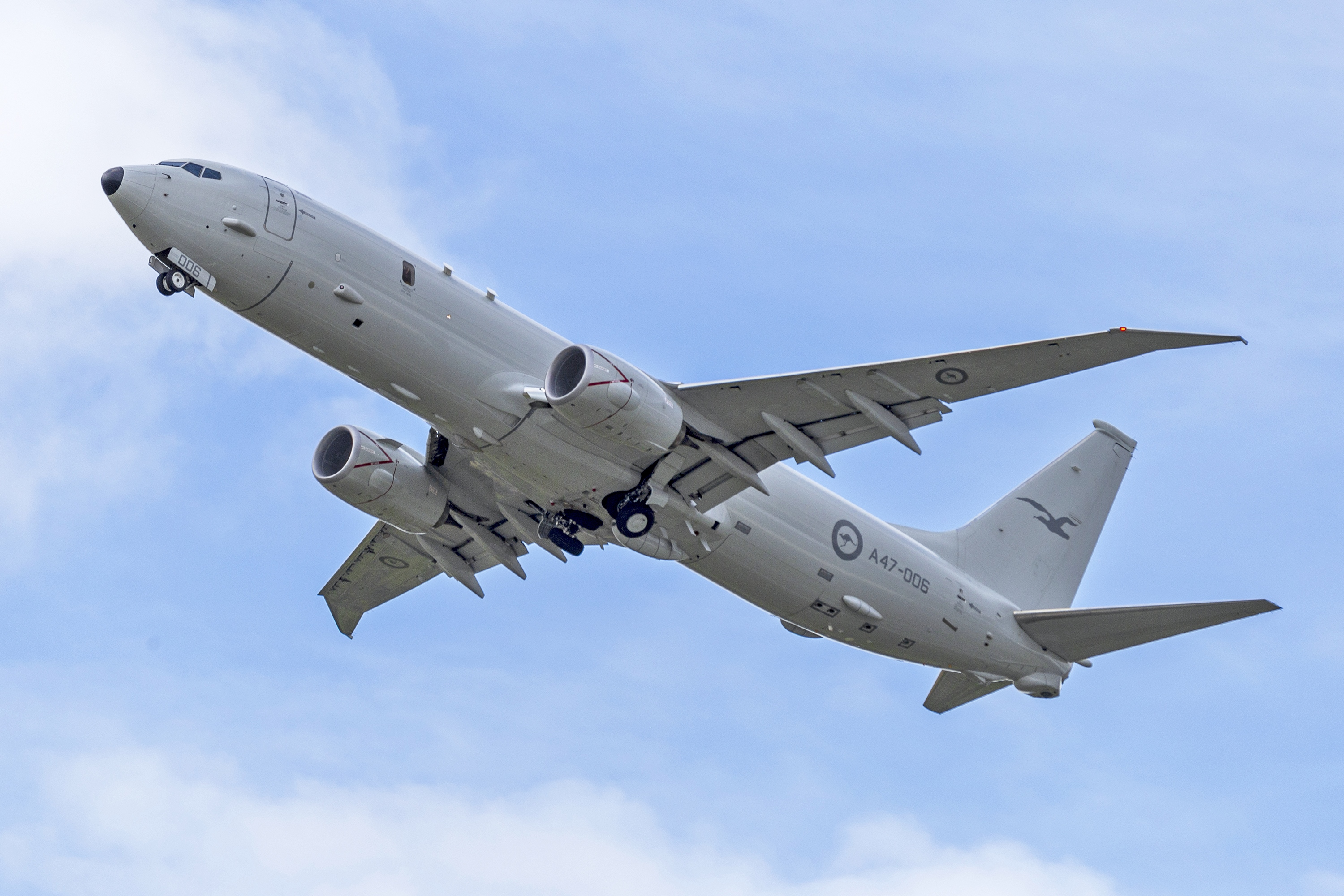
オーストラリア空軍機

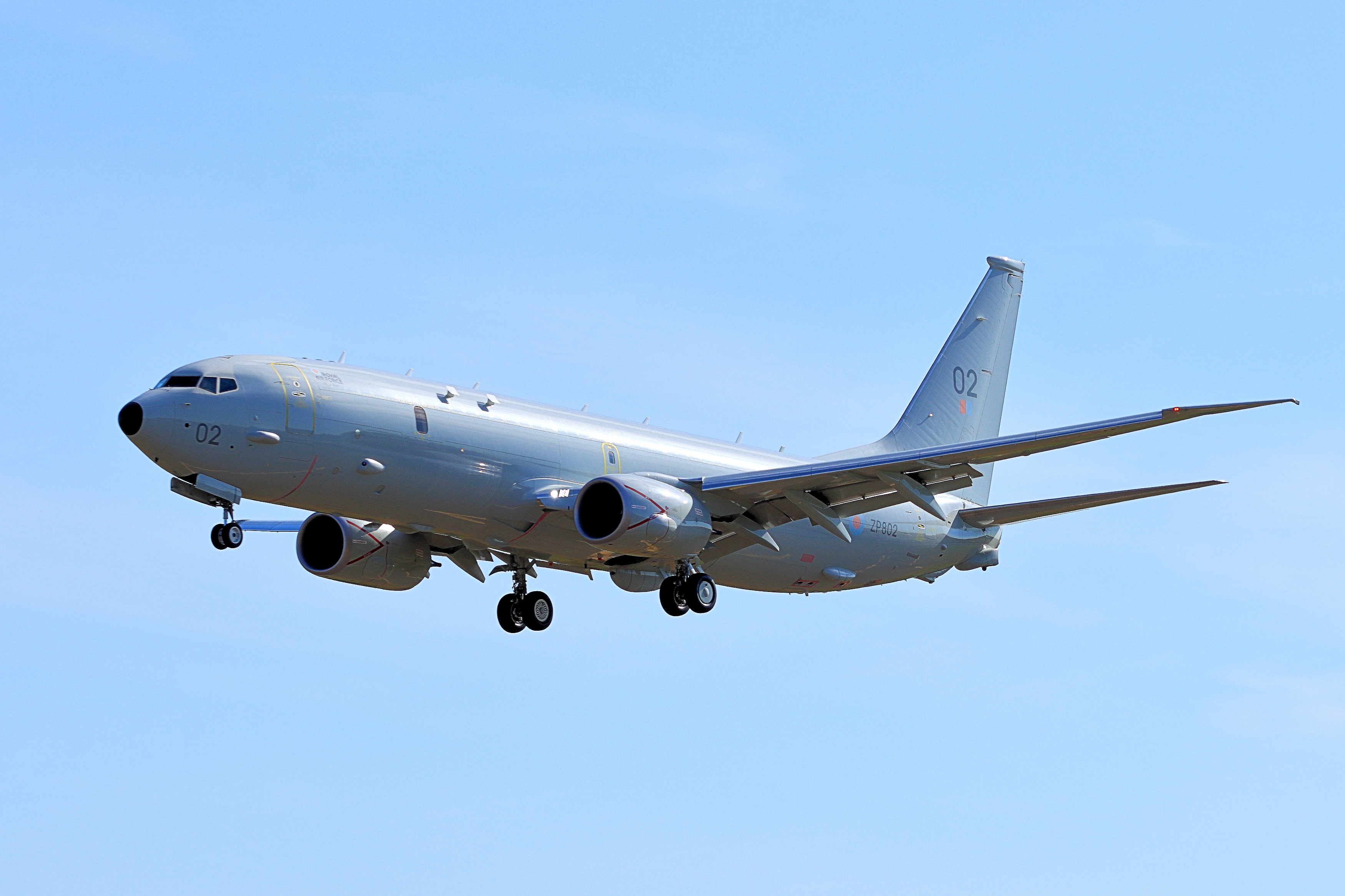
イギリス空軍機

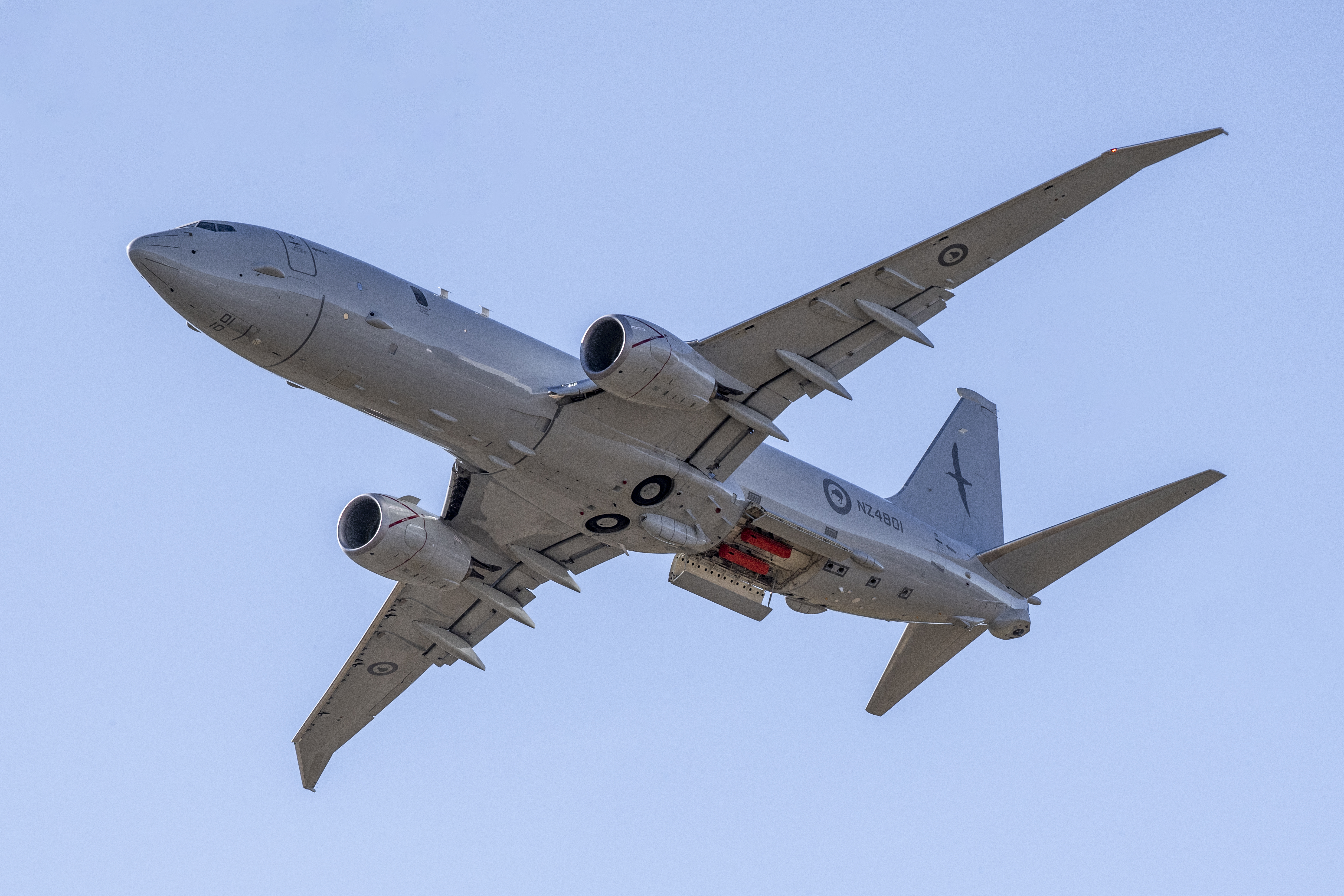
ニュージーランド空軍機

老朽化したP-3Cの置き換えを前提としたP-8は、更新時期が迫るP-3Cや派生型を導入する国だけでなく、イギリス やフランスなど独自開発機を導入する国にも売り込みが図られており、同じくP-3Cの後継機として開発されたP-1や、 エアバスが提案するA319ベースの哨戒機『エアバス A319 MPA』、ATRがATR 72ベースの『ATR 72 ASW』を提案している ため競合するが、2016年現在、ATR 72 ASWはイタリアとトルコ、P-1は日本のみ、A319 MPAはインドとオーストラリアに提案するもP-8が選ばれ不採用とセールス面ではP-8が大きく先行している。
P-8は高価であるため、ボーイングではより低コストなプランとしてボンバルディア・エアロスペースのチャレンジャー 600をボーイングが哨戒機に改造する『チャレンジャー MSA』も提案している。機体が小型であるため搭載機材の制約が多くP-3Cの完全な代替は難しいとされるが、海洋監視機としては十分な性能を持つ。
アメリカ政府はフルスペックのP-8の海外輸出を（NATO諸国も含めて）一切認めていない ため、インド向けの機体はアビオニクスが簡素化されている。オーストラリアへ輸出される機体はフルスペックの仕様となる予定だが、これはオーストラリアがUKUSA協定に参加していることと無縁ではない。後に採用を決めたニュージーランドとイギリスもこの協定に参加しているため、フルスペックで輸出される可能性が高い。一方で導入国が独自に開発した電子機器の追加搭載などは認めており、戦術データ・リンクなど既に導入したシステムを更新することなく導入が可能である。
MQ-4Cとの連携を想定した設計であるがP-8単独でも高価であるため、MQ-4Cを導入しない国もある。

### 運用国
アメリカ合衆国
2015年7月から本格的な量産機の受領を開始し、経年化したP-3Cと退役したS-3を置き換える主力哨戒機となる。特に東シナ海や南シナ海において、急速な海洋進出行動を強める中国人民解放軍に対して、関係国の要請に基づき軍事バランスを保つための哨戒活動を担う。2021年4月時点で128機調達予定。2022年7月までに試験機を含め118機が納入された。
 インド
長距離海上偵察や対潜戦能力を強化するため、Tu-142MK-Eの後継として導入を計画し、2009年3月にアメリカ合衆国政府が承認、8機が21億ドルで納入が決定した。2013年5月から納入を開始し、2015年に完納した。
2016年にも4機を追加発注し、2021年に完納したが、同年4月30日にはアメリカ国防安全保障協力局がさらに6機を対外有償軍事援助（FMS）で搭載機器やエンジン、関連業務を含む24億2,000万ドルで輸出すると発表した。
 オーストラリア
P-8計画には当初からオーストラリアが参加しており、2012年にA$73.9m (US$81.1m)で契約を締結した。アメリカ海軍と同じP-8Aを14機導入し、MQ-4Cとの混合運用を計画している。
オーストラリア空軍では2016年からAP-3Cとの置き換えを開始。予算の都合で機数は減少するがKC-30Aからの空中給油とMQ-4Cの活用でカバーする予定。
 イギリス
イギリス空軍が配備するニムロッドMR.2の後継としてニムロッドMR.4が開発されていたが、国防費削減を目指したデーヴィッド・キャメロン政権により計画は2010年10月にキャンセルされ、改めて後継機の選定が行われた。P-8とP-1が検討されたが、最終的にP-8を9機導入することが決定。制式名称がポセイドンMRA.1と発表された。2020年4月1日、初期運用能力を達成、2022年1月に完納した。
 ノルウェー
ノルウェー空軍が配備する6機のP-3Cと電子戦・要人輸送用に使用している2機のダッソー ファルコン 20ECMを、2022年から2023年にかけて5機のP-8Aで入れ替える予定。予算は5機で98億クローネとなる予定。
2021年11月18日、最初の機体が納入された。
 ニュージーランド
ニュージーランド空軍が配備するP-3Kの後継機として、2018年7月9日に4機を総額NZ$50m（US$1.6bn）で調達することが発表された。
2022年12月に最初の機体が、2023年3月に2機目が納入された。
 韓国
韓国海軍はP-3Cを8機とP-3CKを8機の、計16機を運用している。2010年の天安沈没事件を教訓に北朝鮮の潜水艦対策を強化するために、アメリカ海軍から中古のS-3を20機購入する予定だったが、価格面で折り合わず交渉が中断。P-3Cが老朽化したため、後継機として6機のP-8AをFMSで導入することを決定。2024年までに6機を受領し、2025年に実戦配備した。

### 調達予定国
ドイツ
ドイツ海軍は2021年時点でオランダから購入した中古のP-3Cを運用しているが、老朽化が進み2025年に代替機が必要となる。当初はP-1も視野に入れていたが、型式証明を取得する費用や時間が問題となり候補から外れた。その後も代替機の結論が出ず、2021年に10年間の暫定措置としてP-8Aを5機導入する契約を結んだ。アメリカもFMSでの輸出を許可した。後に3機を追加発注した。
なお、P-8の導入直後にフランスが中古のアトランティック2の供与を提案しているが、こちらも既に老朽化しておりドイツ海軍は導入に否定的である。
 カナダ
2025年に耐用年数を迎えるCP-140 オーロラの後継として、ボーイング社はボンバルディア社のチャレンジャー650をベースに、P-8のセンサーや装備の多くを搭載したチャレンジャーMSAを提案したが、CP-140の能力を完全に代替するものではないことから採用は見送られた。ボーイングはその後、オーロラ後継機にカナダの運用に特化した修正を加えたP-8Aを提案した。
2019年、カナダはCP-140の後継機計画「Canadian Multimission Aircraft Project」を発表。2022年、ボーイングはCAE、GEアビエーション・カナダ、IMPエアロスペース＆ディフェンス、KFエアロスペース、ハネウェル・アエロスペース・カナダ、レイセオン・カナダとともに、カナダにP-8Aを提供すると公式に発表。 2023年3月、カナダ政府は対外軍事援助を通じて最大16機のP-8Aを取得する要望書をアメリカ政府に提出したと発表した。同年11月30日、ボーイングはカナダ政府がP-8Aを選定したと発表した。

### 採用検討国
ブラジル
2022年9月23日、ブラジル空軍司令官がボーイングの担当者と会談、現在就航しているP-3AMの代替計画で採用を検討しているP-8の能力に関する説明を受けた。
 マレーシア
2017年12月、マレーシア空軍は老朽化したビーチクラフト キングエア200の後継としてP-8を含む４機種を検討していると発表した。採用された場合、インドネシアン・エアロスペースがライセンス生産する可能性もある。
 NATO
2019年4月、NATO各国の哨戒能力が確保される2035年頃まで、軍事的空白を補完する一時的な措置としてP-8を共同運用することをボーイング社が提案し、協議中であると報じられた。
 サウジアラビア
2017年、ボーイングは、サウジアラビアと複数のP-8を発注する契約を締結したと発表した。しかし国際戦略研究所は2019年現在、サウジアラビアの発注が保留中であると報告している。

### 不採用国

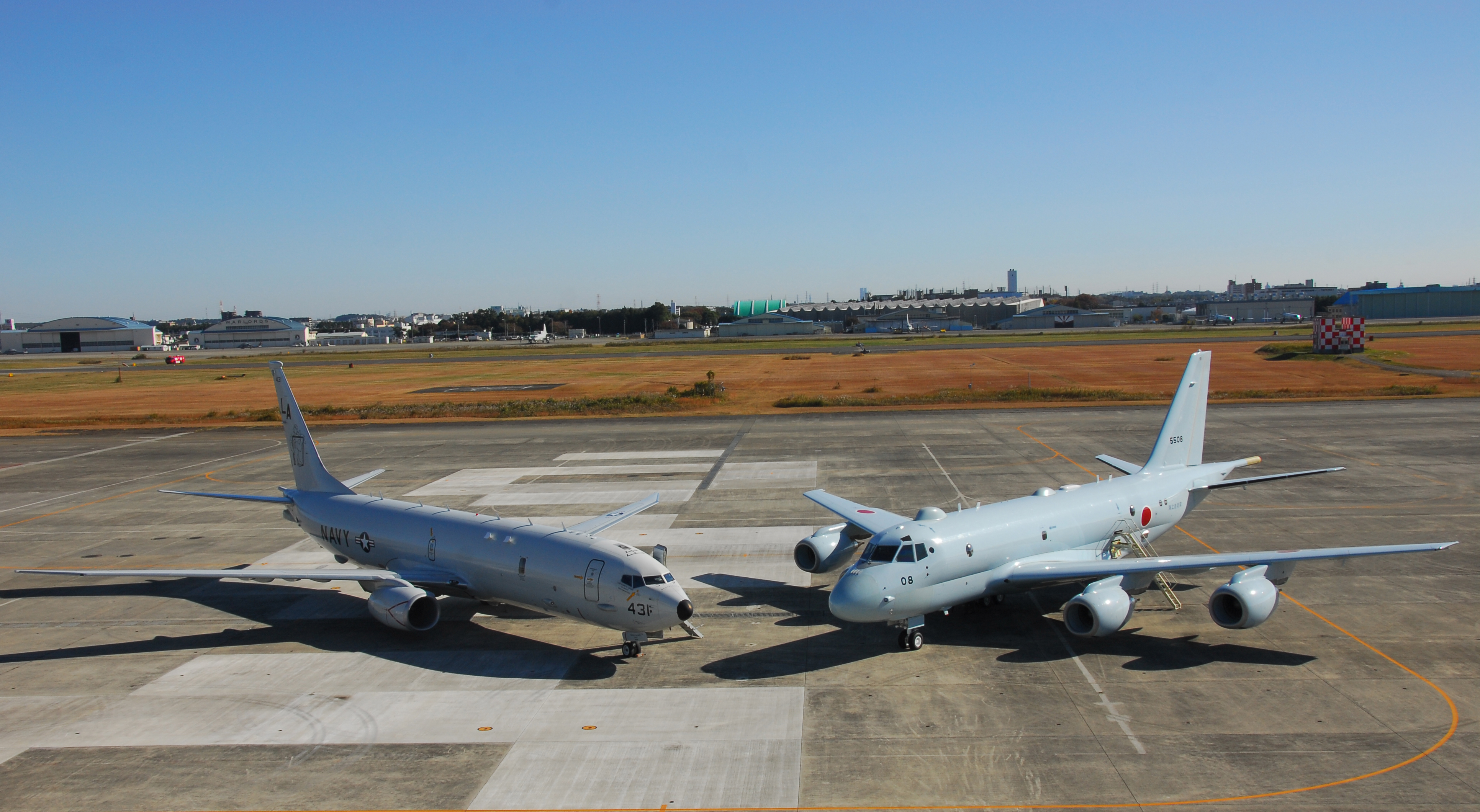
P-8A（左）とP-1（右）の比較

日本
海上自衛隊では川崎重工業でライセンス生産したP-3Cを利用してきたが、2000年前後から経年劣化に伴い後継機が計画された。当初は国内で哨戒機を新規開発、ボーイング757やボーイング767など旅客機ベース、当時は開発中だったP-8の導入など複数の案が存在したが、最終的には国産機の開発が決定され、川崎重工業のP-1が採用された。
 イタリア
老朽化したアトランティックの後継としてUAVとの連携機能を有するP-8の導入も検討された が、最終的に自国のATR社が製造するATR 72 ASWに決定した。
 トルコ
既に導入しているATR 72 MPAを補完するため追加導入する哨戒機としてP-8が検討されたが、最終的に72 MPAの改良型である72 ASWに決定した。

## スペック
- 全長：38.56 m
- 全幅：35.81 m
- 全高：12.83 m
- 翼面積：?
- 自重：62,730 kg
- 最大離陸重量：83,780 kg
- 搭載量：34,096 kg[要出典]
- システム：ボーイング総合防御システム
- エンジン：CFMインターナショナル社製 CFM56-7B ターボファン 2基
- 推力：27,000lbf（120kN）×2
- 最高速度：906km/h=M0.74
- 航続距離 SI = 4,500 nmi (8,300 km)
- 実用上昇限度：41,000ft
- 乗員：9名

### 比較
|              | P-3C           | Il-38                 | アトランティック      | P-8          | P-1          |
| ------------ | -------------- | --------------------- | --------------------- | ------------ | ------------ |
| 画像         |                |                       |                       |              |              |
| 全長         | 35.6 m         | 39.60 m               | 31.75 m               | 39.5 m       | 38 m         |
| 全幅         | 30.4 m         | 37.42 m               | 36.30 m               | 37.6 m       | 35.4 m       |
| 全高         | 10.3 m         | 10.16 m               | 11.33 m               | 12.83 m      | 12.1 m       |
| 発動機       | T56A-14×4      | イフチェンコ AI-20M×4 | タイン RTy.20 Mk 21×2 | CFM56-7B×2   | F7-10×4      |
| 発動機       | ターボプロップ | ターボプロップ        | ターボプロップ        | ターボファン | ターボファン |
| 最大離陸重量 | 63.4 t         | 66 t                  | 44.5 t                | 85.8 t       | 79.7 t       |
| 実用上昇限度 | 8,600 m        | 10,000 m              | 10,000 m              | 12,500 m     | 13,520 m     |
| 巡航速度     | 607.5 km/h     | 不明                  | 556 km/h              | 810 km/h     | 833 km/h     |
| 航続距離     | 6,751 km       | 7,500 km              | 9,000 km              | 8,300 km     | 8,000 km     |
| 戦闘行動半径 | 4,410 km       | 不明                  | 不明                  | 3,700 km     | 不明         |
| 最大滞空時間 | 15時間         | 13時間                | 不明                  | 10時間       | 不明         |
| 乗員         | 5-15名         | 7-8名                 | 12名                  | 9名          | 11名         |
| 運用開始     | 1962年8月      | 1971年                | 1965年                | 2013年3月    | 2013年3月    |
| 運用状況     | 現役           | 現役                  | 現役                  | 現役         | 現役         |
| 採用国       | 20             | 2                     | 5                     | 6            | 1            |